# 제101공수사단

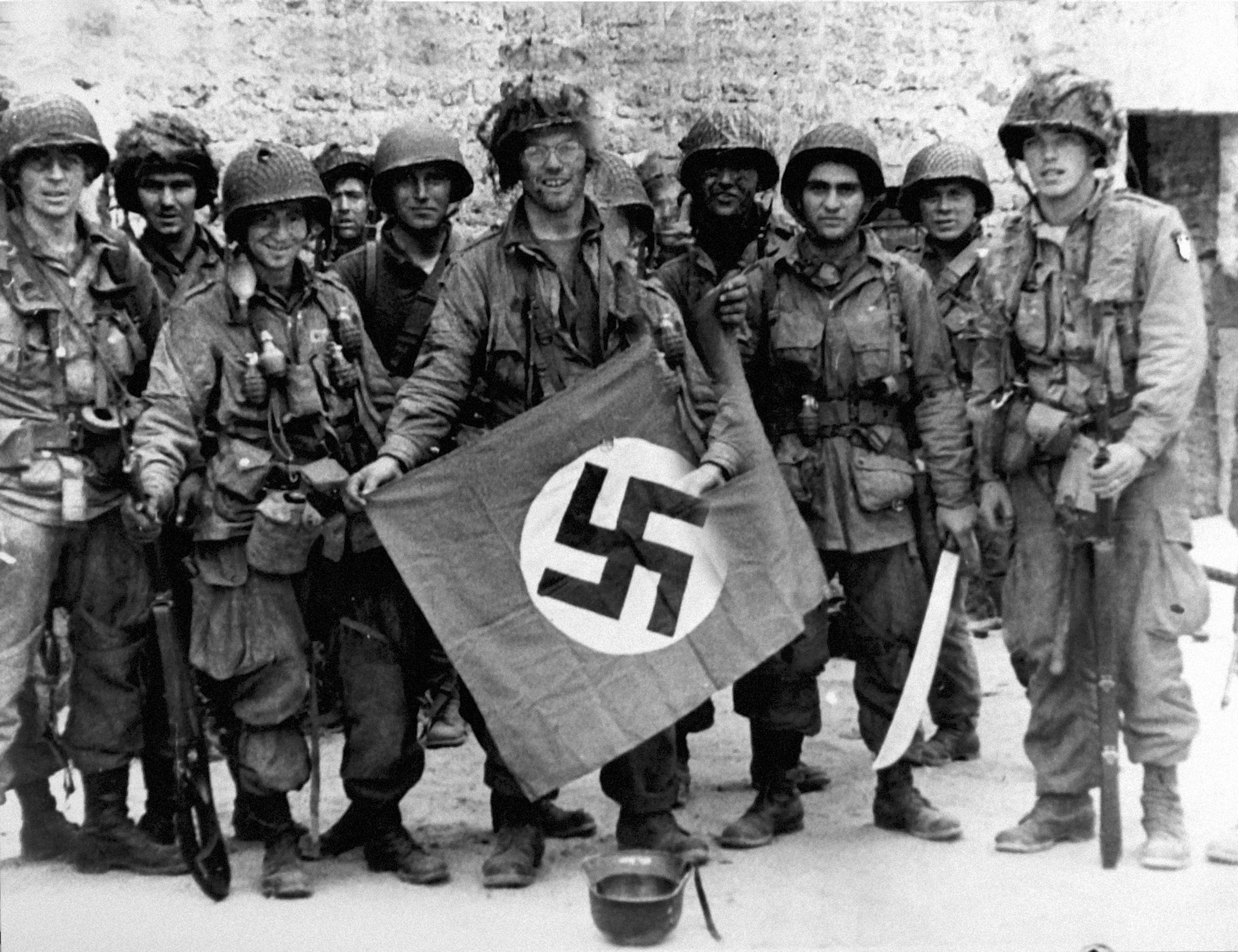
1944년 6월 8일, 제2차 세계 대전 당시, 프랑스에서 독일군을 물리친 후 제506보병연대의 기념사진

제101공수사단(101 Airborne Divison) 또는 제101공중강습사단(101st Air Assault Division)은 미국 육군의 2개 공수사단으로, 공중강습부대이다. 제2차 세계 대전 참전 당시, 수송기에서 직접 강하하는 낙하산보병부대였고, 종전 이후 미국 육군의 개편 과정에서 공중강습부대로 전환되었다. 특수부대가 아닌 일반 정규군 부대로 분류된다.
표어는 "Rendezvous With Destiny→운명과의 조우".

## 역사
제82공수사단은 제101공수사단과 함께 노르망디 상륙작전 최선봉에 서는 등 막강한 전투력과 전통을 자랑하는 부대이다. 여단급 규모의 공수부대 투하가 가능하게 준비되어 있다.
101공중강습사단은 AH-64 아파치 공격헬기 70여대, UH-60 블랙호크 및 CH-47 치누크 헬기 등 200여대, 48문의 105밀리 견인 곡사포, 토우 대전차 미사일, 아벤저 단거리 지대공 미사일을 보유해 기동성과 화력을 동시에 갖춘 부대다.
미 육군은 제18공수군단을 신속대응군(RDF)으로 활용하고 있다. 이 군단 예하에는 험지전투에 전문화된 경보병만 모인 제10산악사단, 사단 장병 전체가 공수강하 자격을 가진 82공수사단, 사단 전체를 한꺼번에 이동시킬 수 있을 정도의 헬기를 가졌다는 101공중강습사단이 있다. 지난 몇 년 사이에는 기갑전력과 항공전력을 확충한 제3보병사단까지 끼워 넣었다. 이라크 침공 당시 바그다드를 함락시킨 부대, 최신 장비가 나오면 처음 적용하는 그 부대다. 미 육군 제18공수군단은 100년이 넘는 역사를 갖고 있고, 세계 어디든 72시간 이내에 개입할 수 있는 신속전개군이기도 하지만, 엄청난 규모의 장비와 이를 움직이게 해주는 군수지원, 예산을 감당할 수 있는 미국만이 운영할 수 있는 부대다.
현재 제101공수사단의 예하 연대인 제187보병연대(당시는 제11공수사단 소속의 제187공수연대)는 한국 전쟁에 참전하였다. 한국 전쟁 70주년을 기념해 미국 국방부가 낸 퀴즈에서, "6·25전쟁에서 활약한 미 육군 공수부대는 어디인가?"의 정답으로도 나왔었는데 당시 제187공수연대는 국군과 유엔군이 북진 중이던 1950년 10월 20일, 북한군 수뇌부 생포와 퇴로 차단 그리고 유엔군 포로 구출을 목적으로 평양 북방 숙천ㆍ 순천에서 공수 작전을 펼쳤다.
6·25전쟁 이후 제11공수사단과 제101공수사단 예하 부대로 소속이 자주 변경되다가 1964년, 제101공수사단 예하 부대로 소속이 변경된 후 현재에 이르고 있다.

### 21세기
2015년 5월 11일, 제159전투항공여단이 18년간의 근무를 끝내고 부대기 반납과 해산 세레모니를 하고 활동을 멈췄다.

## 2차대전

### 드롭 존 찰리
D-데이, 즉 노르망디 상륙작전이 개시된 1944년 6월 6일, 프랑스 노르망디의 생마리뒤몽 서쪽 1마일에 드롭 존(강하지대) C를 설정, 제506연대가 낙하했다. 구름이 매우 짙었으며, 10마일 정도에 걸쳐 매우 집중적인 대공포 사격을 받았다. C-47 수송기는 보병 28명을 싣는데, 81대(2268명)나 투입되었고, 3대가 격추되었다. 공수부대는 자유낙하를 하기 때문에, 매우 정확한 지점에 낙하하는 것은 힘들기 때문에, 드롭 존 설정이 필요하다. 대규모의 군대가 자유 낙하를 하여 모일 수 있는 장소이다. 제506연대는 오늘날 101공수사단 2여단이다.

## 대한민국
육군의 제7기동군단은 한국군 최초이자 유일한 기동군단이다. 군단 구성 부대 전체가 기계화되어 있다. 7군단은 현재의 작계 5027에서는 일부 임무가 변경되었다고 하나, 원래는 적이 서부전선 쪽 ‘하이웨이 1’ 축선과 ‘철원-문산’ 축선을 파고들 때 전열을 재정비한 뒤 공지합동전술 및 기동전술로 적의 종심을 타격하는 임무를 맡는 부대다. 때문에 대부분의 육군 군단에는 ‘특공연대’가 있지만 7군단에는 헬기에 탑승해 적 종심을 타격한 뒤 교두보 구축 역할을 맡는 ‘강습연대’가 있다. 여기다 주한미군의 제2보병사단 (미국)도 한미연합사의 전시지휘체계에서는 한국군의 7군단에 배속돼 함께 싸우게 된다. 즉 북한과의 전면전 발생 시 초기에 증원되는 신속전개군(RDF)인 美제18공수군단(특히 101공중강습사단)과 본토의 항공여단 등의 도움을 받아 미군과 함께 북한을 타격하는 역할을 맡는다.

## 구조

### 지휘부
- 지휘관: 소장 게리 J. 볼레스키
- 작전 부지휘관: 준장
- 지원 부지휘관: 로날드 F. 루이스 준장
- 참모장: 대령
- 주임원사: 그레고리 F. 노와크

### 배속
- 전략육군군단; 1958년 ~ 1961년
- 제18(XVIII)공수군단; ~ 현재

### 편성

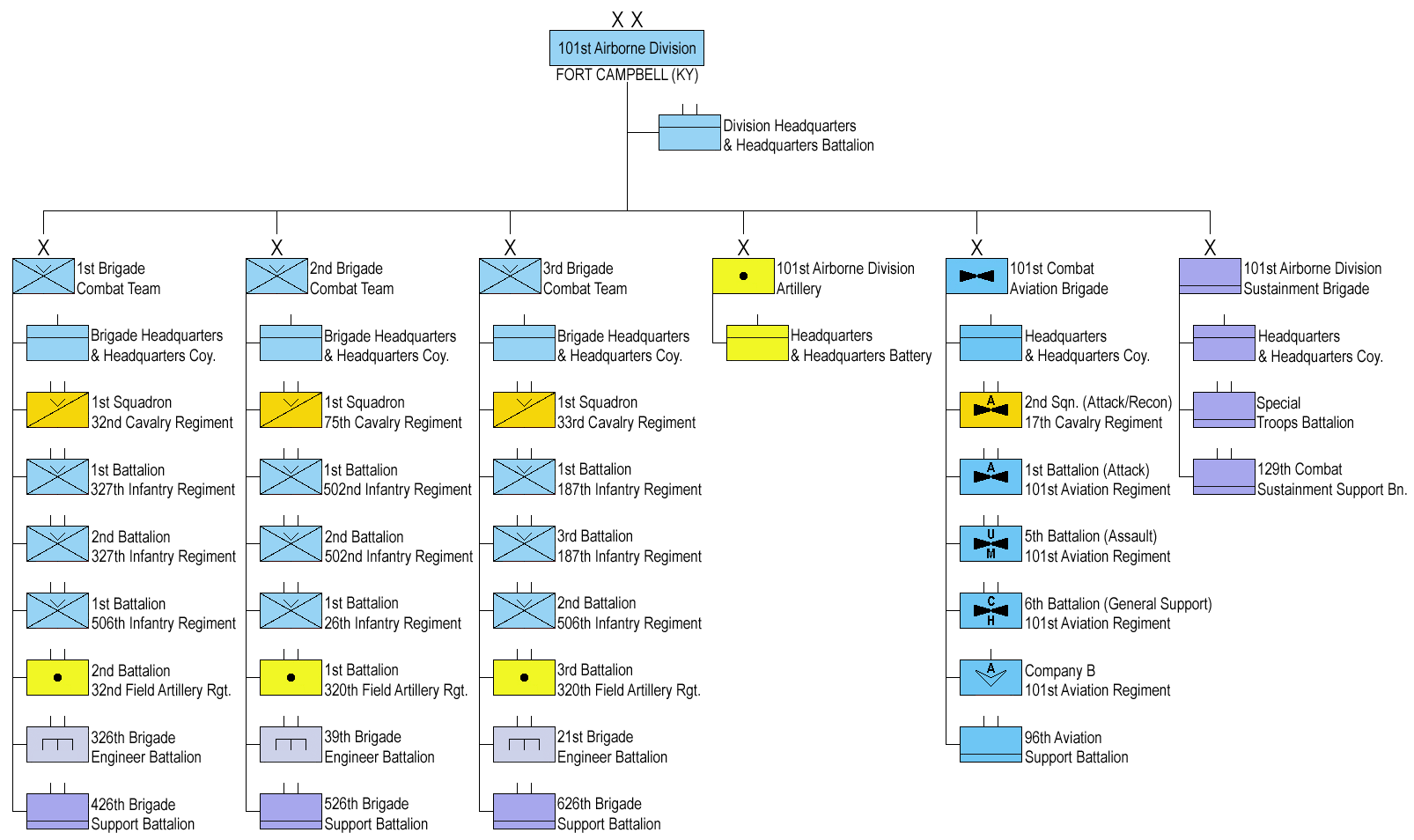
2016년의 조직 편성표

- 사단 본부 및 본부대대 "Gladiadores"
  - A중대 "Slayers"
  - B중대 "Black Dragons"
  - C중대 "Spartans"
  - 본부 및 지원중대 "Sentries"
  - 군악대 "Pride of the Eagle"
- (♣) 제1여단전투단 "Bastogne"
  - 제327보병연대, 1대대 "Bulldogs"
  - 제327보병연대, 2대대 "No Slack"
  - 제506보병연대, 1대대 "Red Currahee"
  - 제32기병연대, 1대대 "Victory or Death"
  - 제320야전포병연대, 2대대 "Balls of the Eagle"
  - 제426여단지원대대 "Taskmasters"
  - 제326여단공병대대 "Sapper Eagles"
- (♥) 제2여단전투단 "Strike
  - 제502보병연대, 1대대 "First Strike"
  - 제502보병연대, 2대대 "Strike Force"
  - 제26보병연대, 1대대 "Blue Spaders"
  - 제75기병연대, 1대대 "Widowmakers"
  - 제320야전포병연대, 1대대 "Top Guns"
  - 제39여단공병대대 "Raptor"
  - 제526여단지원대대 "Best by Performance"
- 제3여단전투단 "Rakkasans"
  - 제187보병연대 (미국), 1대대 "Leader Rakkasans"
  - 제187보병연대 (미국), 3대대 "Iron Rakkasans"
  - 제506보병연대, 2대대 "White Currahee" 제506보병연대 E중대 참조.
  - 제33기병연대, 1대대 "War Rakkasans"
  - 제320야전포병연대, 3대대 "Red Knight"
  - 제21여단공병대대 "Rak Solid"
  - 제626여단지원대대 "Assurgam"
- 사단 포병대 "Guns of Glory"
  - 본부 및 본부포대
- (♦) 제101전투항공여단 "Wings of Destiny
  - 여단 본부 및 본부중대 "Hell Cats"
  - 제101항공연대, 1대대 "Expect No Mercy"
  - 제101항공연대, 5대대 "Eagle Assault"[note 1]
  - 제101항공연대, 6대대 (GSAB) "Shadow of the Eagle"
  - 제17기병연대, 2편대 "Out Front"
  - 제96항공지원대대 "Troubleshooters"
- 제101지원여단 "Life Liners"
  - 특수병력대대 "Trojans"
  - 제129전투유지지원대대 "Drive the Wedge"
  - 제16헌병여단, 제716헌병대대
  - 제108방공포병여단, 제44방공포병연대, 2대대
  - 제1176수송중대 - 테네시 육군 방위군 연관부대
  - 제2123수송중대 - 켄터키 육군 방위군 연관부대

## 기록

### 계보
- 1918년 7월 23일, National Army as Headquarters, 101st Division
방위군에 배정.
→제101사단, 본부
- 1921년 6월 24일, Headquarters, 101st Division
예비군에 배정.
→제101사단, 본부
- 1942년 3월 31일, Division Headquarters, 101st Division
→제101사단, 사단 본부
- 1942년 8월 15일, Headquarters, 101st Airborne Division
→제101공수사단, 본부
- 1948년 6월 25일
정규군에 배정됨.
- 1964년 2월 3일, Headquarters and Headquarters Company, 101st Airborne Division
→제101공수사단, 본부 및 본부중대
- 2004년 9월 16일, Headquarters and Tactical Command Posts, 101st Airborne Division
→제101공수사단, 본부 및 전술지휘소
- 2009년 10월 16일, Headquarters and Headquarters Battalion, 101st Airborne Division
→제101공수사단, 본부 및 본부대대

### 전역
| 스트리머        | 내역 |
| --------------- | --- |
| 제2차 세계 대전 | - 노르망디 (+화살촉) - 라인란트 (+화살촉) - 아르덴-알자스 - 중앙유럽 |
| 베트남 전쟁     | - 반격, 제3(III)단계 - 구정 대공세 - 반격, 제4(IV)단계 - 반격, 제5(V)단계 - 반격, 제6(VI)단계 - 69년 구정 반격 - 1969년 하계-추계 - 1970년 동계-춘계 - 성소 반격 - 반격, 제7(VII)단계 - 제1(I)차 통합 - 제2(II)차 통합 |
| 서남아시아      | - 사우디아라비아 방어 - 쿠웨이트 방어 및 해방 |
| 테러와의 전쟁   | - 이라크 해방 - 이라크 전이 Transition - 이라크 통치 - 국가 결의 |

### 스트리머
| 스트리머                         | 내역                                                                                                |
| -------------------------------- | --------------------------------------------------------------------------------------------------- |
| 육군 공로부대표창                | 서남아시아, 1990년 ~ 1991년                                                                         |
| 육군 공로부대표창                | 이라크, 2003년                                                                                      |
| 육군 공로부대표창                | 이라크, 2005년 ~ 2006년                                                                             |
| 미국 대통령 부대 표창            | 노르망디                                                                                            |
| 미국 대통령 부대 표창            | 바스통                                                                                              |
| 프랑스 Croix de Guerre (+종려잎) | 제2차 세계 대전, 노르망디                                                                           |
| 벨기에 Croix de Guerre (+종려잎) | 제2차 세계 대전, 노르망디 cited in the Order of the Day of the Belgian Army for action at Bastogne. |
| 벨기에 Fourragere                | Cited in the Order of the Day of the Belgian Army for action in France and Belgium.                 |
| Netherlands Orange Lanyard       | |
| 종려잎 용맹십자장                | 베트남, 1968년 ~ 1969년                                                                             |
| 종려잎 용맹십자장                | 베트남, 1971년                                                                                      |
| 1급 민간행동명예훈장             | 베트남, 1968년 ~ 1970년                                                                             |

## 대중 매체
영화
- 《라이언 일병 구하기》에서 등장인물 라이언과 그의 동료들이 제101공수사단 소속이다.
- 《캡틴 아메리카: 윈터 솔져》에서 등장인물 알렉산더 피어스가 캡틴아메리카를 만나는 자리에서 자신의 아버지가 제101공수사단 소속이라고 언급하였다.

텔레비전 미니시리즈
- 《밴드 오브 브라더스》는 제2차 세계 대전 당시 사단 예하 제506보병연대 E중대의 이야기를 소재로 하였다.

## 같이 보기
- 제82공수사단
- 항구적 자유 작전

## 참조

### 인용
1. ↑  동부전선 핵심전력 날리는…육군 2사단 해체, 뉴데일리, 2019-04-17
2. ↑  Spc. Joseph Green (2015년 5월 11일). “159th Combat Aviation Brigade cases colors during inactivation ceremony” (영어). 159th Combat Aviation Brigade, 101st Airborne Division (Air Assault) Public Affairs. 2018년 5월 28일에 확인함.

### 자료
- “Headquarters and Headquarters Battalion, 101st Airborne Division (Screaming Eagles)” (영어). Center of Military History. 2011년 5월 10일. 2018년 5월 28일에 확인함.